# Смолник (Доброва-Полхов Градець)
Смолник (словен. Smolnik) — поселення в общині Доброва-Полхов Градець, Осреднєсловенський регіон, Словенія.
Висота над рівнем моря: 784,8 м.